# Таёжненское сельское поселение
Таёжненское се́льское поселе́ние — сельское поселение в Красноармейском районе Приморского края.
Административный центр — село Молодёжное.

## История
Статус и границы сельского поселения установлены Законом Приморского края от 9 августа 2004 года № 137-кз «О Красноармейском муниципальном районе»

## Население
| 2010 | 2011 | 2012 | 2013 | 2014 | 2015 | 2016 |
| ---- | ---- | ---- | ---- | ---- | ---- | ---- |
| 285  | ↘284 | ↘250 | ↘238 | ↘209 | ↘199 | ↘172 |
| 2017 | 2018 | 2019 | 2020 | 2021 |      |      |
| ↘156 | ↗161 | ↘137 | ↘125 | ↘83  |      |      |

## Состав сельского поселения
В состав сельского поселения входят 2 населённых пункта:
| № | Населённый пункт | Тип населённого пункта       | Население |
| - | ---------------- | ---------------------------- | --------- |
| 1 | Молодёжное       | село, административный центр | ↘218      |
| 2 | Таёжное          | село                         | ↘67       |

## Местное самоуправление
Администрация
Адрес: 692188, с. Молодёжное, ул. Строителей, 1
Глава администрации
- Беляева Татьяна Евгеньевна